# کول‌وال
کول‌وال (به انگلیسی: Colwall) یک روستا و محله مدنی در بریتانیا است که در هرفوردشر واقع شده‌است. کول‌وال ۲٬۴۰۰ نفر جمعیت دارد.